# Sint-Jozefskerk (Deurne)

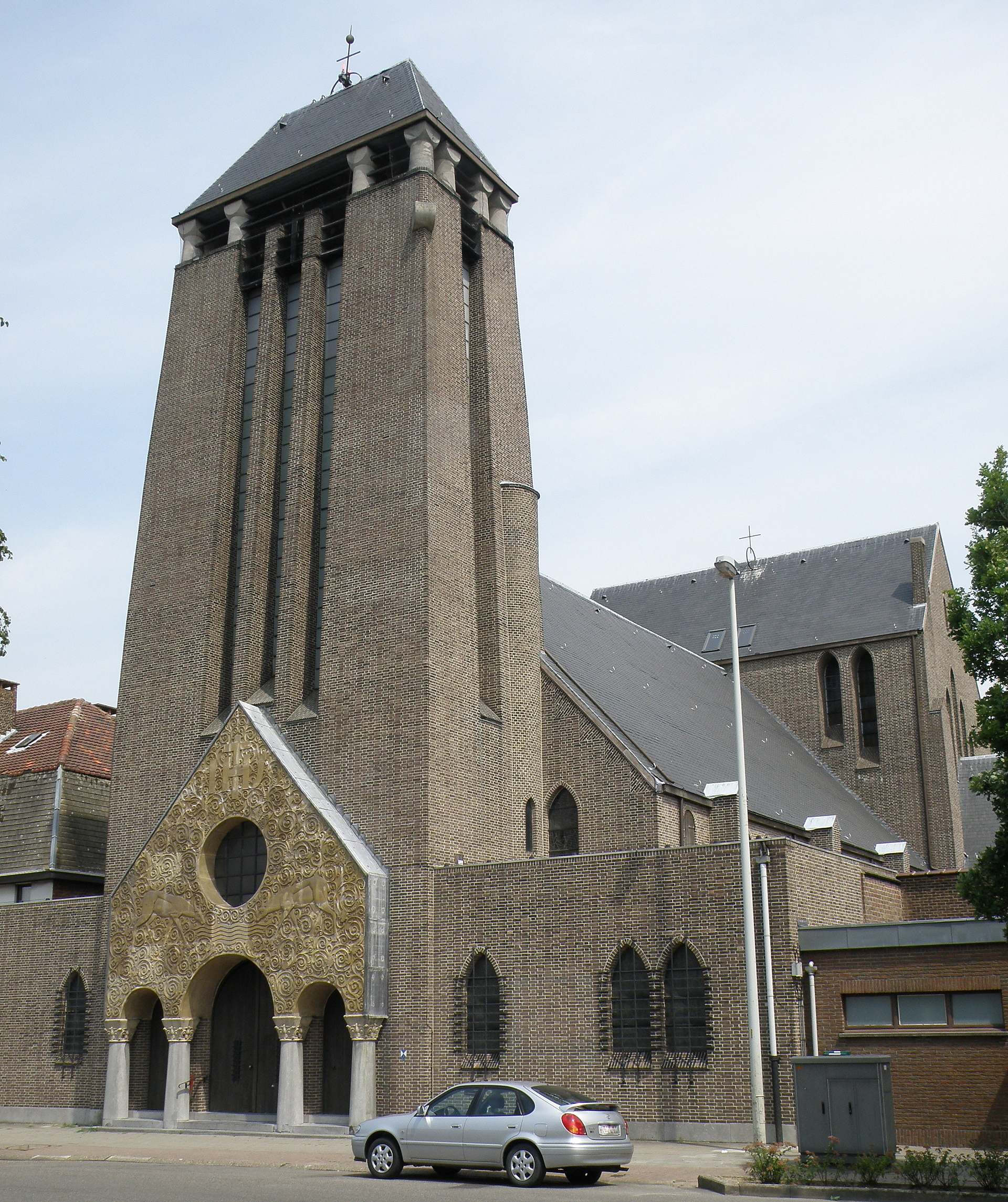
Sint-Jozefskerk

De Sint-Jozefskerk is een parochiekerk in het zuiden van het Antwerpse district Deurne, gelegen aan de Boekenberglei 211.

## Geschiedenis
Deze kerk werd gebouwd ten tijde van de grote stadsuitbreidingen in de jaren '20 en '30 van de 20e eeuw. Het gebouw, naar ontwerp van Jef Huygh en Flor Van Reeth, kwam tot stand in 1933-1936.

## Gebouw
Het is een georiënteerd driebeukig kerkgebouw.
Het forse bakstenen gebouw is geïnspireerd op de -in 1974 gesloopte- Heilige-Familiekerk te Tilburg en, evenals deze, op de Amsterdamse School geïnspireerd. De bouwstijl is eclectisch met elementen uit de vroegchristelijke periode. Typerend is de voorgebouwde westtoren, gedekt door een opvallend schilddak, en met een met natuursteen bekleed ingangsportaal waarop, in basreliëf, drinkende hinden zijn afgebeeld, geïnspireerd op psalm 42.

## Interieur
De middenbeuk wordt overkluisd door een spitstongewelf.
Het kerkmeubilair is uit de tijd van de bouw van de kerk.